# Симха (месяц)
Симха́ (с санскр. सिम्हा, IAST: siṃhā, «Лев») — это солнечный месяц (пятый из 12-и) в древнеиндийском календаре. Он соответствует зодиакальному созвездию Лев и приходится примерно на вторую половину августа и первую половину сентября в григорианском календаре.
В ведических текстах месяц Симха называется Набха́са (санскр. नाभास, IAST: nābhāsa), но в этих древних текстах он не имеет зодиакальных ассоциаций. Солнечный месяц Симха совпадает с лунным месяцем Бхадрапада в индийских лунно-солнечных календарях. Симха знаменует конец сезона муссонов на индийском субконтиненте, и ему предшествует солнечный месяц Карката, а после следует солнечный месяц Канья.
Месяц Симха называется Авани́ (там. அவனி, IAST: avaṉi) в тимильском календаре. Древние и средневековые санскритские тексты Индии различаются в своих расчетах относительно продолжительности месяца Симха, как и остальных месяцев. Например, Сурья сиддханта, датированная ок. 400 годом, рассчитывает продолжительность месяца как 31 день, 0 часов, 26 минут и 48 секунд. В то время как, в Арья Сиддханте вычисляется продолжительность месяца как 31 день, 2 часа, 5 минут и 31 секунда. Индийские названия солнечных месяцев значимы в эпиграфических исследованиях Южной Азии. Например, месяц Cимха, наряду с другими солнечными месяцами, такими как Макара, встречается в храмах Южной Индии. Царь Пандья Джатаварман Сундара-Пандая II получил посвящение в храме Калишвара в Калаяр Ковил в свой 12-й год правления (как гласит надпись в храме) на третьей титхи второй недели месяца Симха, что соответствует среде 27 августа 1287 года по григорианскому календарю.
Cимха также является астрологическим знаком зодиака в индийской астрологии и соответствует Льву.